# 니데란펜

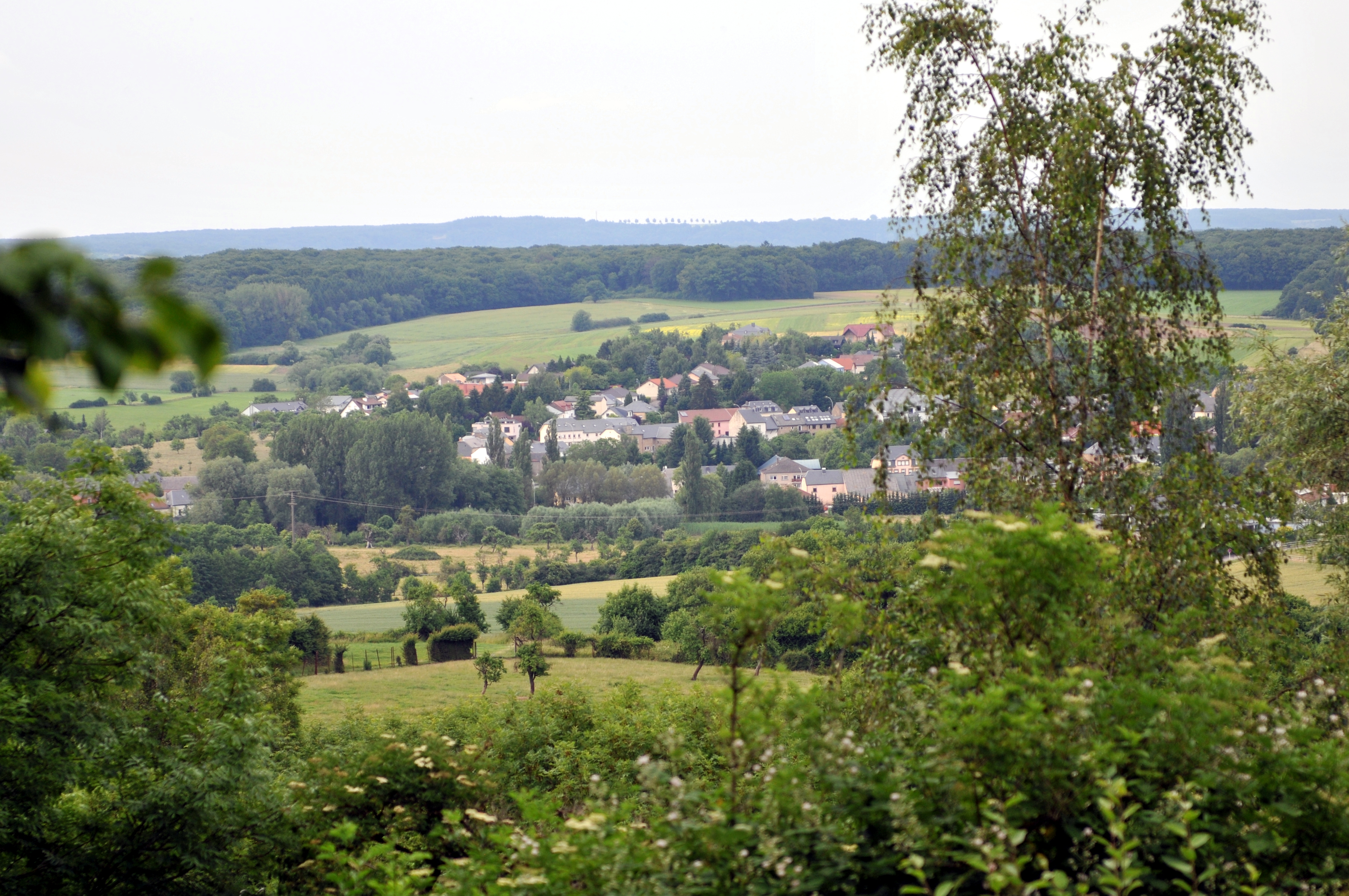
니데란펜

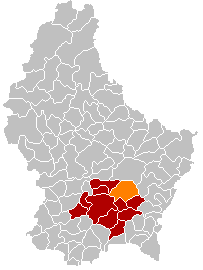
니데란펜의 위치

니데란펜(독일어: Niederanven, 룩셈부르크어: Nidderaanwen)은 룩셈부르크의 도시로 행정 구역상으로는 룩셈부르크 구 룩셈부르크 주에 속하며 면적은 41.36km2, 높이는 241~429m, 인구는 5,663명(2014년 기준), 인구 밀도는 140명/km2이다. 룩셈부르크 시 북동쪽에 위치한다.

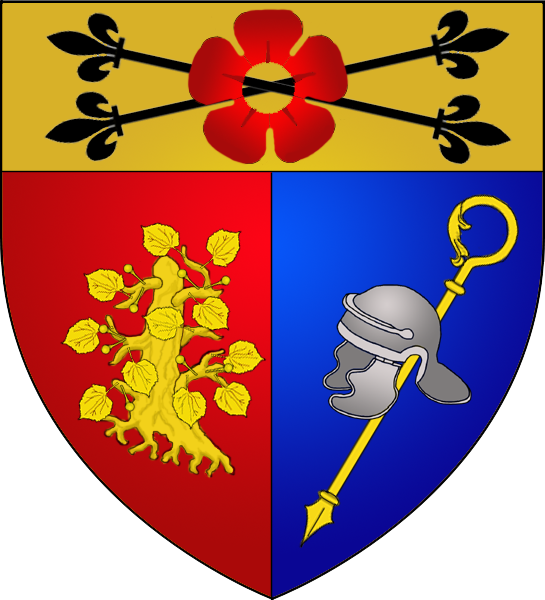
시 문장